# Dynasty Tour
Dynasty Tour bylo koncertní turné americké hardrockové skupiny Kiss na podporu alba Dynasty v čele s hitem I Was Made for Lovin' You. Na turné byl poprvé použit létací prvek Gena Simmonse při jeho sólu kde plival umělou krev a Ace Frehley zas představil poprvé svoji svíticí kytaru. Skupina hrála také skladby z jednotlivých alb členů skupiny. Bylo to poslední turné s bubeníkem Peterem Crissem až do roku 1996.

## Seznam písní
1. King of the Night Time World
2. Let Me Go, Rock 'N' Roll
3. Move On (song Paula Stanleyho)
4. Calling Dr. Love
5. Firehouse
6. New York Groove (song Ace Frehleyho) (Hello cover)
7. I Was Made for Lovin' You
8. Christine Sixteen
9. 2000 Man (The Rolling Stones cover)
10. Guitar Solo
11. Love Gun
12. Bass Solo
13. God of Thunder
14. Drum Solo
15. Shout It Out Loud
16. Black Diamond

Přídavek:
1. Detroit Rock City
2. Beth
3. Rock and Roll All Nite

Radioactive (Gena Simmonse) a Tossin 'a Turnin (Petera Crisse) byly na některých koncertech turné nahrazeny skladbami Let Me Go, Rock ´N´ Roll a Christine Sixteen.

## Turné v datech
| Datum              | Město                        | Stát          | Místo                              | Předskokan/Předkapela    |
| ------------------ | ---------------------------- | ------------- | ---------------------------------- | ------------------------ |
| 14. června 1979    | Lakeland, Florida            | Spojené státy | Lakeland Civic Center              | Nantucket                |
| 15. června 1979    | Lakeland, Florida            | Spojené státy | Lakeland Civic Center              | Nantucket                |
| 17. června 1979    | Pembroke Pines, Florida      | Spojené státy | Hollywood Sportatorium             | Nantucket                |
| 19. června 1979    | Savannah, Georgie            | Spojené státy | Savannah Civic Center              | Sweet                    |
| 20. června 1979    | Savannah, Georgie            | Spojené státy | Savannah Civic Center              | Sweet                    |
| 22. června 1979    | Columbia, Jižní Karolína     | Spojené státy | Carolina Coliseum                  | Whiteface                |
| 24. června 1979    | Charlotte, Severní Karolína  | Spojené státy | Charlotte Coliseum                 | Nantucket                |
| 26. června 1979    | Greenville, Jižní Karolína   | Spojené státy | Greenville Memorial Auditorium     | Nantucket                |
| 28. června 1979    | Asheville, Severní Karolína  | Spojené státy | Asheville Civic Center             | Nantucket                |
| 30. června 1979    | Atlanta, Georgie             | Spojené státy | The Omni                           | New England              |
| 1. července 1979   | Atlanta, Georgie             | Spojené státy | The Omni                           | New England              |
| 3. července 1979   | Greensboro, Severní Karolína | Spojené státy | Greensboro Coliseum                | Nantucket                |
| 5. července 1979   | Hampton, Virginie            | Spojené státy | Hampton Coliseum                   | New England              |
| 7. července 1979   | Landover, Maryland           | Spojené státy | Capital Centre                     | New England              |
| 8. července 1979   | Landover, Maryland           | Spojené státy | Capital Centre                     | New England              |
| 10. července 1979  | Roanoke, Virginie            | Spojené státy | Roanoke Civic Center               | New England              |
| 13. července 1979  | Pontiac, Michigan            | Spojené státy | Pontiac Silverdome                 | Cheap Trick, New England |
| 14. července 1979  | Pontiac, Michigan            | Spojené státy | Pontiac Silverdome                 | Cheap Trick, New England |
| 16. července 1979  | Lexington, Kentucky          | Spojené státy | Rupp Arena                         | New England              |
| 18. července 1979  | Richfield, Ohio              | Spojené státy | Richfield Coliseum                 | New England              |
| 19. července 1979  | Richfield, Ohio              | Spojené státy | Richfield Coliseum                 | New England              |
| 21. července 1979  | Pittsburgh, Pensylvánie      | Spojené státy | Pittsburgh Civic Arena             | New England              |
| 22. července 1979  | Pittsburgh, Pensylvánie      | Spojené státy | Pittsburgh Civic Arena             | New England              |
| 24. července 1979  | New York, New York           | Spojené státy | Madison Square Garden              | New England              |
| 25. července 1979  | New York, New York           | Spojené státy | Madison Square Garden              | New England              |
| 26. července 1979  | New York, New York           | Spojené státy | Madison Square Garden              | New England              |
| 28. července 1979  | Portland, Maine              | Spojené státy | Cumberland County Civic Center     | New England              |
| 31. července 1979  | Providence, Rhode Island     | Spojené státy | Providence Civic Center            | New England              |
| 1. srpna 1979      | Providence, Rhode Island     | Spojené státy | Providence Civic Center            | New England              |
| 2. srpna 1979      | Providence, Rhode Island     | Spojené státy | Providence Civic Center            | New England              |
| 4. srpna 1979      | Toronto, Ontario             | Kanada        | Maple Leaf Gardens                 | New England              |
| 6. srpna 1979      | Montréal, Québec             | Kanada        | Montreal Forum                     | New England              |
| 8. srpna 1979      | Buffalo, New York            | Spojené státy | Buffalo Memorial Auditorium        | New England              |
| 10. srpna 1979     | Indianapolis, Indiana        | Spojené státy | Market Square Arena                | The Michael Stanley Band |
| 12. srpna 1979     | Memphis, Tennessee           | Spojené státy | Mid-South Coliseum                 | New England              |
| 14. srpna 1979     | Nashville, Tennessee         | Spojené státy | Nashville Municipal Auditorium     | New England              |
| 16. srpna 1979     | Birmingham, Alabama          | Spojené státy | BJCC Coliseum                      | New England              |
| 18. srpna 1979     | Baton Rouge, Louisiana       | Spojené státy | Riverside Centroplex Arena         | New England              |
| 20. srpna 1979     | Mobile, Alabama              | Spojené státy | Mobile Municipal Auditorium        | Eli                      |
| 1. září 1979       | Uniondale, New York          | Spojené státy | Nassau Veterans Memorial Coliseum  | Judas Priest             |
| 3. září 1979       | New Haven, Connecticut       | Spojené státy | New Haven Coliseum                 | Judas Priest             |
| 5. září 1979       | Springfield, Massachusetts   | Spojené státy | Springfield Civic Center           | Judas Priest             |
| 7. září 1979       | Filadelfie, Pensylvánie      | Spojené státy | The Spectrum                       | Judas Priest             |
| 10. září 1979      | Huntington, Západní Virginie | Spojené státy | Huntington Civic Center            | Judas Priest             |
| 12. září 1979      | Knoxville, Tennessee         | Spojené státy | Knoxville Civic Coliseum           | Judas Priest             |
| 14. září 1979      | Cincinnati, Ohio             | Spojené státy | Riverfront Coliseum                | Judas Priest             |
| 16. září 1979      | Louisville, Kentucky         | Spojené státy | Freedom Hall                       | Judas Priest             |
| 18. září 1979      | Fort Wayne, Indiana          | Spojené státy | Fort Wayne Coliseum                | Judas Priest             |
| 20. září 1979      | Evansville, Indiana          | Spojené státy | Roberts Municipal Stadium          | Judas Priest             |
| 22. září 1979      | Chicago, Illinois            | Spojené státy | International Amphitheatre         | Judas Priest             |
| 24. září 1979      | Milwaukee, Wisconsin         | Spojené státy | Mecca Arena                        | Judas Priest             |
| 26. září 1979      | Madison, Wisconsin           | Spojené státy | Dane County Expo Coliseum          | Judas Priest             |
| 28. září 1979      | Bloomington, Minnesota       | Spojené státy | Met Center                         | Judas Priest             |
| 29. září 1979      | Bloomington, Minnesota       | Spojené státy | Met Center                         | Judas Priest             |
| 30. září 1979      | Kansas City, Missouri        | Spojené státy | Kansas City Municipal Auditorium   | Judas Priest             |
| 2. října 1979      | St. Louis, Missouri          | Spojené státy | The Checkerdome                    | John Cougar & The Zone   |
| 4. října 1979      | Des Moines, Iowa             | Spojené státy | Iowa Veterans Memorial Auditorium  | John Cougar & The Zone   |
| 6. října 1979      | Duluth, Minnesota            | Spojené státy | Duluth Arena                       | John Cougar & The Zone   |
| 8. října 1979      | Omaha, Nebraska              | Spojené státy | Omaha Civic Auditorium             | John Cougar & The Zone   |
| 10. října1979      | Cedar Rapids, Iowa           | Spojené státy | Five Seasons Center                | John Cougar & The Zone   |
| 12. října 1979     | Valley Center, Kansas        | Spojené státy | Britt Brown Arena                  | John Cougar & The Zone   |
| 14. října 1979     | Pine Bluff, Arkansas         | Spojené státy | Pine Bluff Convention Center       | John Cougar & The Zone   |
| 17. října 1979     | Norman, Oklahoma             | Spojené státy | Lloyd Noble Center                 | Breathless               |
| 19. října 1979     | San Antonio, Texas           | Spojené státy | HemisFair Arena                    | Breathless               |
| 21. října 1979     | Houston, Texas               | Spojené státy | The Summit                         | John Cougar & The Zone   |
| 23. října 1979     | Fort Worth, Texas            | Spojené státy | Tarrant County Convention Center   | Jon Butcher Axis         |
| 27. října 1979     | Abilene, Texas               | Spojené státy | Taylor County Expo Center          | Breathless               |
| 29. října 1979     | Tulsa, Oklahoma              | Spojené státy | Tulsa Assembly Center              | Breathless               |
| 31. října 1979     | Lubbock, Texas               | Spojené státy | Lubbock Municipal Coliseum         | Breathless               |
| 2. listopadu 1979  | Midland, Texas               | Spojené státy | Al G. Langford Chaparral Center    | Breathless               |
| 4. listopadu 1979  | Denver, Colorado             | Spojené státy | McNichols Sports Arena             | Breathless               |
| 6. listopadu 1979  | Anaheim, Kalifornie          | Spojené státy | Anaheim Convention Center          | Breathless               |
| 7. listopadu 1979  | Inglewood, Kalifornie        | Spojené státy | The Forum                          | Breathless               |
| 10. listopadu 1979 | Phoenix, Arizona             | Spojené státy | Arizona Veterans Memorial Coliseum | Breathless               |
| 19. listopadu 1979 | Vancouver, Britská Kolumbie  | Kanada        | Pacific Coliseum                   | Loverboy                 |
| 21. listopadu 1979 | Seattle, Washington          | Spojené státy | Seattle Center Coliseum            | The Rockets              |
| 23. listopadu 1979 | Portland, Oregon             | Spojené státy | Portland Memorial Coliseum         | The Rockets              |
| 25. listopadu 1979 | Daly City, Kalifornie        | Spojené státy | Cow Palace                         | The Rockets              |
| 27. listopadu 1979 | Fresno, Kalifornie           | Spojené státy | Selland Arena                      | The Rockets              |
| 29. listopadu 1979 | San Diego, Kalifornie        | Spojené státy | San Diego Sports Arena             | The Rockets              |
| 1. prosince 1979   | Albuquerque, Nové Mexiko     | Spojené státy | Tingley Coliseum                   | The Rockets              |
| 3. listopadu 1979  | Amarillo, Texas              | Spojené státy | Amarillo Civic Center              | The Rockets              |
| 6. listopadu 1979  | Lake Charles, Louisiana      | Spojené státy | Lake Charles Civic Center          | The Rockets              |
| 8. listopadu 1979  | Shreveport, Louisiana        | Spojené státy | Hirsch Memorial Coliseum           | The Rockets              |
| 10. listopadu 1979 | Jackson, Mississippi         | Spojené státy | Mississippi Coliseum               | The Rockets              |
| 12. listopadu 1979 | Biloxi, Mississippi          | Spojené státy | Mississippi Coast Coliseum         | The Rockets              |
| 14. listopadu 1979 | Huntsville, Alabama          | Spojené státy | Von Braun Civic Center             | The Rockets              |
| 16. listopadu 1979 | Toledo, Ohio                 | Spojené státy | Toledo Sports Arena                | The Rockets              |

### Zrušená data
| Datum              | Město                  | Místo                      | Důvody                 |
| ------------------ | ---------------------- | -------------------------- | ---------------------- |
| 14. června 1979    | Lakeland, Florida      | Lakeland Civic Center      | Delší zkoušecí čas     |
| 20. června 1979    | Savannah, Georgie      | Savannah Civic Center      | Nízký prodej vstupenek |
| 1. července 1979   | Atlanta, Georgie       | The Omni                   | Nízký prodej vstupenek |
| 14. července 1979  | Pontiac, Michigan      | Pontiac Silverdome         | Opakovaný termín       |
| 27. července 1979  | New York               | Madison Square Garden      | Opakovaný termín       |
| 28. července 1979  | New York               | Madison Square Garden      | Opakovaný termín       |
| 29. září 1979      | Bloomington, Minnesota | Met Center                 | Nízký prodej vstupenek |
| 23. listopadu 1979 | Portland, Oregon       | Portland Memorial Coliseum |                        |